# Siri (Vorname)
Siri oder Siiri ist ein weiblicher Vorname.

## Herkunft und Bedeutung
Siri ist eine nordgermanische Nebenform von Sigrid oder eine Variante des finnischen weiblichen Vornamens Siro.
Siiri ist die finnische und estnische Verkleinerungsform von Sigrid.
Im Jahr 2010 war der Vorname Siri auf Platz 57 der weiblichen Neugeborenen in Schweden.

## Namensträgerinnen

### Siri
- Siri Hall Arnøy (* 1978), norwegische Politikerin der Sosialistisk Venstreparti (SV)
- Siri Bjerke (1958–2012), norwegische Politikerin der Arbeiderpartiet (Ap)
- Siri Broch Johansen (* 1967), norwegisch-samische Schriftstellerin, Dramatikerin und Sängerin
- Siri Derkert (1888–1973), schwedische Künstlerin des Expressionismus
- Siri Eftedal (* 1966), norwegische Handballspielerin
- Siri von Essen (1850–1912), finnlandschwedische Schauspielerin
- Siri Gåsemyr Staalesen (* 1973), norwegische Politikerin
- Siri Gjære (* 1972), norwegische Jazzmusikerin (Gesang)
- Siri Halle (* 1971), norwegische Skilangläuferin
- Siri Hustvedt (* 1955), amerikanische Schriftstellerin
- Siri Klug (* 1972), österreichische Kamerafrau
- Siri Mullinix (* 1978), US-amerikanische Fußballtorhüterin
- Siri Nase (* 1986), deutsche Schauspielerin
- Siri Pettersen (* 1971), norwegische Schriftstellerin und Comicautorin
- Siri Sande (* 1943), norwegische Klassische Archäologin
- Siri Sunde (* 1958), norwegische Theologin und Pfarrerin
- Siri Svegler (* 1980), schwedische Schauspielerin, Sängerin und Musikerin
- Siri Walt (* 1967), Schweizer Diplomatin
- Siri Wiedenbusch (* 1995), deutsche Schauspielerin und Synchronsprecherin
- Siri Worm (* 1992), niederländische Fußballspielerin

### Siiri
- Siiri Nordin (* 1980), finnische Rock- und Popmusikerin
- Siiri Oviir (* 1947), estnische Politikerin
- Siiri Rantanen (1924–2023), finnische Skilangläuferin
- Siiri Schütz (* 1974), deutsche Konzertpianistin
- Siiri Sisask (* 1968), estnische Sängerin und Politikerin